# Чемпионат России по прыжкам на лыжах с трамплина и лыжному двоеборью
Чемпионат России по прыжкам на лыжах с трамплина и лыжному двоеборью — спортивное соревнование по прыжкам на лыжах с трамплина и лыжному двоеборью, ежегодно проводимое Федерацией прыжков на лыжах с трамплина и лыжного двоеборья.
Медали разыгрываются среди мужчин и женщин в дисциплинах:
- Нормальный трамплин;
- Большой трамплин;
- Эстафета — нормальный трамплин.

## История

### СНГ
В 1992 году в Нижнем Новгороде прошёл чемпионат СНГ по прыжкам на лыжах с трамплина.

### Российский период
С 1992 года ежегодно проводится чемпионат России по прыжкам на лыжах с трамплина и лыжному двоеборью.

### Олимпийские игры
На Зимних Олимпийских играх 1998 Валерий Столяров завоевал бронзовую медаль по лыжному двоеборью.

## Список чемпионатов
| Год  | Место проведения          | Дата | Примечание |
| ---- | ------------------------- | ---- | ---------- |
| 2024 |                           |      |            |
| 2025 | Чайковский, Пермский край |      |            |